# Chai Romruen
Surachai «Chai Hansen» Romruen (Ko Samui, Tailandia, 8 de febrero de 1989) es un actor y bailarín tailandés de origen australiano. Se dio a conocer internacionalmente al interpretar el papel de Zac Blakely en la serie de televisión Mako Mermaids.

## Carrera
Surachai nació el 8 de febrero de 1989 en un hospital primitivo de Ko Samui, Tailandia. Su padre es tailandés y su madre es australiana. Con siete años se trasladó a Australia junto a su madre y su hermana Sarah para poder tener buenos estudios. Tras esto comenzó a competir en concursos de salto y en 2006 logró clasificarse en segunda posición ganando una medalla de plata por su triple salto. Posteriormente, Chai fue reconocido por sus saltos en Australia y Canadá.
En 2007, Chai comenzó a ir a clases de danza y en 2011, después de terminar su beca y ganar un certificado de artes escénicas, se trasladó a Sídney, donde comenzó a realizar obras y espectáculos de teatro de danza.
En 2013, Chai debutó como actor en la serie de televisión Mako Mermaids, donde interpreta al tritón Zac Blakely.
En 2018 protagoniza la serie Las nuevas leyendas de Mono interpretando al Rey Mono.

## Filmografía
- 2012: Dead Moon Circus/ Sean McComb
- 2013: Dead Moon Circus Part 2/ Sean McComb
- 2013-2016: Mako Mermaids/ Zac Blakely
- 2017: The 100/ Ilian
- 2018-2019: Shadowhunters/ Jordan Kyle
- 2018-presente: Las nuevas leyendas de Mono/ Rey Mono[1]